# برايان بوركي
برايان بوركي (بالإنجليزية: Brian Bourke)‏ هو رسام أيرلندي، ولد في 1936.

## وصلات خارجية
- برايان بوركي على موقع ميوزك برينز (الإنجليزية)